# Маријан Варешанин
Маријан Варешанин фон Вареш (Гуња, 1. фебруар 1847 — Беч, 22. април 1917) био је гувернер Босне и Херцеговине од 1909. до 1911.

## Биографија
Рођен је у Гуњу, у Славонији, као син војног официра. Похађао је војну школу у Ријеци након чега је уписао војну академију у Бечу. Од 1869. до 1871. похађао је војну школу у Бечу коју је завршио као један од најбољих у класи.
За гувернера Босне и Херцеговине постављен је 7. марта 1909. Српски студент Богдан Жерајић је 10. јуна 1910. године извршио атентат над Варешанином пуцавши пет пута, а шестим метком извршио је самоубиство. Након неуспелог атентата Варешанин је почео да размишља да се повуче, па је 10. маја 1911. поднео захтев за повлачење са дужности гувернера, након чега је на то место постављен Оскар Поћорек. Пензионисан је 10. јула 1911. након 45 година службе.